# Fußball-Club Augsburg 1907 2007-2008
Questa voce raccoglie le informazioni riguardanti il Fußball-Club Augsburg 1907 nelle competizioni ufficiali della stagione 2007-2008.

## Stagione
Nella stagione 2007-2008 l'Augusta, allenato da Holger Fach, concluse il campionato di 2. Bundesliga al 14º posto. In Coppa di Germania l'Augusta fu eliminato al primo turno dall'Hoffenheim.

## Rosa
| N. |                      | Ruolo | Calciatore          |
| -- | -------------------- | ----- | ------------------- |
| 31 | Germania (bandiera)  | P     | Patrick Lehner      |
| 1  | Croazia (bandiera)   | P     | Zdenko Miletić      |
| 30 | Germania (bandiera)  | P     | Sven Neuhaus        |
| 25 | Germania (bandiera)  | P     | Philipp Pentke      |
| 35 | Germania (bandiera)  | P     | Patrick Platins     |
| 21 | Germania (bandiera)  | D     | Roland Benschneider |
| 3  | Germania (bandiera)  | D     | Sören Dreßler       |
| 2  | Rep. Ceca (bandiera) | D     | Václav Drobný       |
| 5  | Germania (bandiera)  | D     | Ingo Hertzsch       |
| 4  | Germania (bandiera)  | D     | Benjamin Kern       |
| 16 | Germania (bandiera)  | D     | Uwe Möhrle          |
| 13 | Austria (bandiera)   | D     | Patrick Pircher     |
| 6  | Germania (bandiera)  | D     | Timo Wenzel         |
| 20 | Germania (bandiera)  | C     | Sebastian Becker    |
| 34 | Belgio (bandiera)    | C     | Sam de Meester      |
| 10 | Brasile (bandiera)   | C     | Elton da Costa      |

| N. |                       | Ruolo | Calciatore      |
| -- | --------------------- | ----- | --------------- |
| 18 | Marocco (bandiera)    | C     | Mourad Hdiouad  |
| 14 | Slovacchia (bandiera) | C     | Peter Hlinka    |
| 32 | Ucraina (bandiera)    | C     | Anton Makarenko |
| 22 | Germania (bandiera)   | C     | Patrick Mölzl   |
| 17 | Germania (bandiera)   | C     | Lars Müller     |
| 28 | Germania (bandiera)   | C     | Robert Strauß   |
| 7  | Senegal (bandiera)    | A     | Momo Diabang    |
| 36 | Germania (bandiera)   | A     | Stephan Hain    |
| 19 | Germania (bandiera)   | A     | Marco Küntzel   |
| 8  | Costa Rica (bandiera) | A     | Froylán Ledezma |
| 23 | Germania (bandiera)   | A     | Felix Luz       |
| 29 | Germania (bandiera)   | A     | Bajram Nebihi   |
| 9  | Ungheria (bandiera)   | A     | Imre Szabics    |
| 27 | Germania (bandiera)   | A     | Michael Thurk   |
| 11 | Germania (bandiera)   | A     | Marco Vorbeck   |

## Organigramma societario
Area tecnica
- Allenatore: Holger Fach
- Allenatore in seconda: Sascha Franz, Dariusz Pasieka
- Preparatore dei portieri: Zdenko Miletić
- Preparatori atletici:

## Risultati

### 2. Bundesliga

#### Girone di andata
| Arbitro: | Kinhöfer |

|                         |           |                                                           |
| Hdiouad 34’ (rig.), 79’ | Marcatori | 16’ Göktan 30’, 55’, 81’ Di Salvo 42’ Bierofka 72’ Bender |

| Arbitro: | Schmidt |

|                      |           |             |
| Bajić 31’ Šukalo 84’ | Marcatori | 70’ Szabics |

| Arbitro: | Gagelmann |

|            |           |              |
| Drobný 29’ | Marcatori | 85’ Butscher |

| Arbitro: | Fischer |

|                   |           |  |
| Sieger 61’ (rig.) | Marcatori |  |

| Arbitro: | Meyer |

|                                                             |           |          |
| Hdiouad 26’ (rig.), 90’ Vorbeck 28’ Szabics 35’ Ledezma 53’ | Marcatori | 60’ Nicu |

| Arbitro: | Frank |

|                                         |           |                         |
| Neuville 43’, 50’ Friend 60’ Rafael 86’ | Marcatori | 53’ Dreßler 72’ Diabang |

| Arbitro: | Drees |

|                             |           |  |
| Benschneider 43’ Möhrle 49’ | Marcatori |  |

| Arbitro: | Gräfe |

|              |           |             |
| Schüßler 57’ | Marcatori | 44’ Diabang |

| Arbitro: | Grudzinski |

|                              |           |                       |
| Benschneider 33’ Diabang 41’ | Marcatori | 81’ Eduardo 84’ Teber |

| Arbitro: | Kempter |

|                             |           |  |
| Curri 59’ Kos 65’ Nemec 82’ | Marcatori |  |

| Arbitro: | Schriever |

|             |           |            |
| Peković 40’ | Marcatori | 81’ Möhrle |

| Augusta 4 novembre 2007, ore 14:00 CET 12ª giornata | Augusta   | 0 – 0 referto | Kaiserslautern | Rosenaustadion (17 218 spett.)\| Arbitro: \| Bandurski \| |
| Arbitro:                                            | Bandurski |               |                |                                                           |

| Arbitro: | Dingert |

|                        |           |  |
| Joy 17’ Brunnemann 55’ | Marcatori |  |

| Arbitro: | Seemann |

|                  |           |  |
| Benschneider 76’ | Marcatori |  |

| Arbitro: | Zwayer |

|                               |           |  |
| Novakovič 23’, 75’ Broich 73’ | Marcatori |  |

| Arbitro: | Wingenbach |

|                                 |           |  |
| Ledezma 29’ Möhrle 57’ Kern 59’ | Marcatori |  |

| Arbitro: | Lupp |

|              |           |                       |
| Petersen 79’ | Marcatori | 25’ Costa 38’ Ledezma |

#### Girone di ritorno
| Arbitro: | Seemann |

|  |           |                           |
|  | Marcatori | 43’, 62’ Thurk 52’ Wenzel |

| Arbitro: | Stachowiak |

|            |           |  |
| Müller 23’ | Marcatori |  |

| Arbitro: | Anklam |

|             |           |  |
| Matmour 10’ | Marcatori |  |

| Arbitro: | Winkmann |

|         |           |            |
| Luz 89’ | Marcatori | 52’ Türker |

| Arbitro: | Willenborg |

|                |           |           |
| König 11’, 54’ | Marcatori | 83’ Thurk |

| Arbitro: | Gagelmann |

|  |           |                       |
|  | Marcatori | 10’ Rösler 59’ Friend |

| Arbitro: | Walz |

|  |           |                      |
|  | Marcatori | 8’ Thurk 76’ Küntzel |

| Arbitro: | Christ |

|  |           |            |
|  | Marcatori | 58’ Müller |

| Arbitro: | Steinhaus |

|                   |           |  |
| Ibišević 60’, 73’ | Marcatori |  |

| Arbitro: | Drees |

|           |           |              |
| Thurk 57’ | Marcatori | 35’ Orahovac |

| Arbitro: | Henschel |

|                              |           |            |
| Szabics 21’ Benschneider 64’ | Marcatori | 11’ Baljak |

| Arbitro: | Kinhöfer |

|                      |           |  |
| Bohl 18’ Simpson 39’ | Marcatori |  |

| Arbitro: | Winkmann |

|           |           |  |
| Mölzl 69’ | Marcatori |  |

| Arbitro: | Schriever |

|                                        |           |  |
| Brinkmann 31’ Ebbers 83’ Milchraum 86’ | Marcatori |  |

| Arbitro: | Meyer |

|           |           |                              |
| Costa 82’ | Marcatori | 8’, 54’ Helmes 45’ Novakovič |

| Arbitro: | Welz |

|                                     |           |                        |
| Biliškov 41’ Nehrig 73’, 90’ (rig.) | Marcatori | 67’ Möhrle 82’ Szabics |

| Arbitro: | Fischer |

|             |           |               |
| Dreßler 58’ | Marcatori | 61’ Torghelle |

### Coppa di Germania
| Arbitro: | Dingert |

|                                                    |           |                                   |
| Copado 19’ Ibišević 68’ Paljić 107’ Salihović 120’ | Marcatori | 45’ (rig.) Costa 52’ Benschneider |

## Statistiche

### Statistiche di squadra
| Competizione      | Punti | In casa | In casa | In casa | In casa | In casa | In casa | In trasferta | In trasferta | In trasferta | In trasferta | In trasferta | In trasferta | Totale | Totale | Totale | Totale | Totale | Totale | DR  |
| Competizione      | Punti | G       | V       | N       | P       | Gf      | Gs      | G            | V            | N            | P            | Gf           | Gs           | G      | V      | N      | P      | Gf     | Gs     | DR  |
| ----------------- | ----- | ------- | ------- | ------- | ------- | ------- | ------- | ------------ | ------------ | ------------ | ------------ | ------------ | ------------ | ------ | ------ | ------ | ------ | ------ | ------ | --- |
| 2. Bundesliga     | 38    | 17      | 7       | 6       | 4       | 24      | 20      | 17           | 3            | 2            | 12           | 15           | 31           | 34     | 10     | 8      | 16     | 39     | 51     | -12 |
| Coppa di Germania | -     | 0       | 0       | 0       | 0       | 0       | 0       | 1            | 0            | 0            | 1            | 2            | 4            | 1      | 0      | 0      | 1      | 2      | 4      | -2  |
| Totale            | -     | 17      | 7       | 6       | 4       | 24      | 20      | 18           | 3            | 2            | 13           | 17           | 35           | 35     | 10     | 8      | 17     | 41     | 55     | -14 |

### Andamento in campionato
| Giornata  | 1  | 2  | 3  | 4  | 5  | 6  | 7  | 8  | 9  | 10 | 11 | 12 | 13 | 14 | 15 | 16 | 17 | 18 | 19 | 20 | 21 | 22 | 23 | 24 | 25 | 26 | 27 | 28 | 29 | 30 | 31 | 32 | 33 | 34 |
| --------- | -- | -- | -- | -- | -- | -- | -- | -- | -- | -- | -- | -- | -- | -- | -- | -- | -- | -- | -- | -- | -- | -- | -- | -- | -- | -- | -- | -- | -- | -- | -- | -- | -- | -- |
| Luogo     | C  | T  | C  | T  | C  | T  | C  | T  | C  | T  | T  | C  | T  | C  | T  | C  | T  | T  | C  | T  | C  | T  | C  | T  | C  | T  | C  | C  | T  | C  | T  | C  | T  | C  |
| Risultato | P  | P  | N  | P  | V  | P  | V  | N  | N  | P  | N  | N  | P  | V  | P  | V  | V  | V  | V  | P  | N  | P  | P  | V  | P  | P  | N  | V  | P  | V  | P  | P  | P  | N  |
| Posizione | 17 | 17 | 17 | 17 | 13 | 14 | 14 | 14 | 13 | 14 | 15 | 15 | 15 | 14 | 16 | 12 | 11 | 9  | 10 | 10 | 10 | 10 | 11 | 10 | 11 | 12 | 12 | 11 | 12 | 11 | 12 | 12 | 13 | 14 |

Legenda:

Luogo: C = Casa; T = Trasferta. Risultato: V = Vittoria; N = Pareggio; P = Sconfitta.

### Statistiche dei giocatori
| Giocatore       | 2. Bundesliga | 2. Bundesliga | 2. Bundesliga | 2. Bundesliga | Coppa di Germania | Coppa di Germania | Coppa di Germania | Coppa di Germania | Totale   | Totale | Totale      | Totale     |
| Giocatore       | Presenze      | Reti          | Ammonizioni   | Espulsioni    | Presenze          | Reti              | Ammonizioni       | Espulsioni        | Presenze | Reti   | Ammonizioni | Espulsioni |
| --------------- | ------------- | ------------- | ------------- | ------------- | ----------------- | ----------------- | ----------------- | ----------------- | -------- | ------ | ----------- | ---------- |
| P. Lehner       | -             | -             | -             | -             | -                 | -                 | -                 | -                 | -        | -      | -           | -          |
| Z. Miletić      | -             | -             | -             | -             | -                 | -                 | -                 | -                 | -        | -      | -           | -          |
| S. Neuhaus      | 34            | 0             | 1             | 0             | 1                 | 0                 | 0                 | 0                 | 35       | 0      | 1           | 0          |
| P. Pentke       | -             | -             | -             | -             | -                 | -                 | -                 | -                 | -        | -      | -           | -          |
| P. Platins      | -             | -             | -             | -             | -                 | -                 | -                 | -                 | -        | -      | -           | -          |
| R. Benschneider | 30            | 4             | 8             | 1             | 1                 | 1                 | 1                 | 0                 | 31       | 5      | 9           | 1          |
| S. Dreßler      | 16            | 2             | 2             | 0             | 1                 | 0                 | 1                 | 0                 | 17       | 2      | 3           | 0          |
| V. Drobný       | 15            | 1             | 3             | 0             | -                 | -                 | -                 | -                 | 15       | 1      | 3           | 0          |
| I. Hertzsch     | 21            | 0             | 4             | 1             | 1                 | 0                 | 0                 | 0                 | 22       | 0      | 4           | 1          |
| B. Kern         | 33            | 1             | 4             | 1             | 1                 | 0                 | 0                 | 0                 | 34       | 1      | 4           | 1          |
| U. Möhrle       | 28            | 4             | 2             | 0             | -                 | -                 | -                 | -                 | 28       | 4      | 2           | 0          |
| P. Pircher      | 1             | 0             | 1             | 0             | -                 | -                 | -                 | -                 | 1        | 0      | 1           | 0          |
| T. Wenzel       | 25            | 1             | 2             | 0             | -                 | -                 | -                 | -                 | 25       | 1      | 2           | 0          |
| S. Becker       | 4             | 0             | 0             | 0             | -                 | -                 | -                 | -                 | 4        | 0      | 0           | 0          |
| S. de Meester   | 1             | 0             | 0             | 0             | -                 | -                 | -                 | -                 | 1        | 0      | 0           | 0          |
| E. Costa        | 18            | 2             | 2             | 0             | 1                 | 1                 | 0                 | 0                 | 19       | 3      | 2           | 0          |
| M. Hdiouad      | 33            | 4             | 10            | 0             | 1                 | 0                 | 0                 | 0                 | 34       | 4      | 10          | 0          |
| P. Hlinka       | 14            | 0             | 0             | 0             | 1                 | 0                 | 0                 | 0                 | 15       | 0      | 0           | 0          |
| A. Makarenko    | 3             | 0             | 0             | 0             | -                 | -                 | -                 | -                 | 3        | 0      | 0           | 0          |
| P. Mölzl        | 22            | 1             | 11            | 0             | 1                 | 0                 | 1                 | 0                 | 23       | 1      | 12          | 0          |
| L. Müller       | 32            | 1             | 4             | 0             | 1                 | 0                 | 0                 | 0                 | 33       | 1      | 4           | 0          |
| R. Strauß       | 23            | 0             | 1             | 0             | -                 | -                 | -                 | -                 | 23       | 0      | 1           | 0          |
| M. Diabang      | 27            | 3             | 1             | 0             | -                 | -                 | -                 | -                 | 27       | 3      | 1           | 0          |
| S. Hain         | 1             | 0             | 0             | 0             | -                 | -                 | -                 | -                 | 1        | 0      | 0           | 0          |
| M. Küntzel      | 15            | 1             | 2             | 0             | -                 | -                 | -                 | -                 | 15       | 1      | 2           | 0          |
| F. Ledezma      | 18            | 3             | 1             | 0             | 1                 | 0                 | 0                 | 0                 | 19       | 3      | 1           | 0          |
| F. Luz          | 13            | 1             | 1             | 0             | 1                 | 0                 | 0                 | 0                 | 14       | 1      | 1           | 0          |
| B. Nebihi       | -             | -             | -             | -             | -                 | -                 | -                 | -                 | -        | -      | -           | -          |
| I. Szabics      | 17            | 4             | 4             | 0             | 1                 | 0                 | 0                 | 0                 | 18       | 4      | 4           | 0          |
| M. Thurk        | 16            | 5             | 3             | 0             | -                 | -                 | -                 | -                 | 16       | 5      | 3           | 0          |
| M. Vorbeck      | 9             | 1             | 1             | 0             | 1                 | 0                 | 0                 | 0                 | 10       | 1      | 1           | 0          |